# Gueorgui Iefremenko
Gueorgui Iefremenko, né le 15 janvier 1986, est un rameur russe.

## Palmarès

### Championnats d'Europe
- 2014, à Belgrade ( Serbie)
  -  Médaille d'argent en Quatre de pointe
- 2015, à Poznań ( Pologne)
  -  Médaille de bronze en Huit